# Ruta 9 (Uruguai)
La Ruta 9 (R9) és una carretera important del sud-est de l'Uruguai. Neix a la Ruta 8-km. 72, al departament de Maldonado, amb direcció est, i travessa els departaments de Maldonado i Rocha. A més connecta les poblacions de La Paloma, Rocha, Punta del Diablo i el Chuy.
Amb un recorregut de gairebé 340 km, la ruta 9 és transitada també per turistes amb destinació al Brasil.

## Interseccions
- José Ignacio: km. 160.
- Rocha: km. 207.
- Punta del Diablo: km. 298.
- Chuy: km. 340.
- BR-417 (Brasil).[1]